# Igreja de São João Evangelista do Alfange
A Igreja de São João Evangelista do Alfange, ou Igreja de São João do Alfange, encontra-se situada na cidade de Santarém, sobre um pequeno outeiro sobranceiro ao bairro ribeirinho do Alfange, tendo servido de sede a uma das três paróquias escalabitanas, a de São João Evangelista. 
Este templo, de fundação anterior à conquista da cidade por D. Afonso Henriques, apresenta elementos pertencentes a vários estilos artísticos, desde a época pré-românica até ao período barroco. Nos primeiros anos do século XXI, foi objecto de uma vasta campanha de recuperação, depois de ter permanecido em ruínas durante décadas.

## História
A igreja, construída no local onde terminava a calçada que ligava o bairro às Portas do Sol, foi provavelmente fundada nos séculos IX a X, em pleno período muçulmano, por uma comunidade de cristãos moçárabes que aqui se encontrava estabelecida. Contudo, existem indícios de que este templo foi erguido a partir de um outro mais antigo, possivelmente do período visigótico. Do período moçárabe, restam apenas a capela-mor e um fragmento de cancela de altar, recolhido no Museu Distrital de Santarém.
Após a conquista da cidade por D. Afonso Henriques, em 1147, a comunidade cristã do Alfange procedeu a uma ampla reforma do templo, num estilo românico característico desta região do país, passando o edifício a incorporar três naves. Este mesmo rei doou a igreja à Ordem do Templo, como recompensa pelo apoio recebido na conquista da cidade. Já em 1214, os cronistas referem a doação deste templo por D. Afonso II à Colegiada de Santa Maria da Alcáçova, sabendo-se contudo que em 1316 a igreja pertencia aos cónegos da Sé de Lisboa e que mais tarde teria voltado ao padroado real. Finalmente, em 1460, o templo voltaria à posse do cabido de Santa Maria da Alcáçova, através de doação de D. Afonso V, em recompensa dos aniversários rezados todos os sábados pelos seus cónegos, por alma dos reis de Portugal.
Ao longo dos tempos, a igreja foi sendo objecto de sucessivas campanhas artísticas. Nos anos que se seguiram à Restauração da Independência, o templo foi reconstruído, incorporando elementos barrocos. Durante esta intervenção, as paredes das naves foram revestidas com azulejos do tipo tapete, semelhantes àqueles que revestem a Igreja de Santa Maria de Marvila, e foram executados os altares de talha dourada, a sacristia e um cadeiral que até há pouco existia numa dependência anexa. O terramoto de 1755 afectou gravemente a igreja, o que levou a uma nova campanha de reconstrução que apenas terminou já em 1802, data que se encontra gravada no lintel do portal principal juntamente com o escudo nacional.
Até 1940, o templo foi utilizado pela Irmandade do Santíssimo Sacramento, aqui fundada em 1609. No entanto, a extinção desta confraria contribuiu para o agravamento do processo de ruína, que já era evidente desde o século XIX. De facto, desde a supressão em 1851 da paróquia de São João Evangelista, aqui sedeada, que o estado de conservação do edifício se vinha agravando. Em 1936, os azulejos são retirados das paredes e aplicados na Igreja de Santa Maria de Marvila. Já na segunda metade do século XX, são também apeados o altar-mor e os dois altares colaterais. Pouco depois, a cobertura do templo ruiu, permanecendo neste estado até à intervenção realizada há poucos anos.

## Arquitetura e Arte
Esta antiga igreja paroquial encontra-se ligada à zona ribeirinha através de um monumental escadório, de lanços duplos convergindo em patamares. O edifício é rodeado pela sacristia, encostada ao lado este, e pela torre sineira, junto à fachada principal. Ainda junto a esta mesma fachada, encontra-se adossada uma capela lateral. A torre sineira é rematada por um coruchéu bolboso. A fachada principal é de um pano e dois registos, sendo rematada por um frontão contracurvado e ladeada por pilastras toscanas. Esta fachada é rasgada pelo portal, ao qual se sobrepõe um janelão em arco abatido e frontão em chaveta, com concha esculpida no fecho. Sobre este janelão, encontra-se colocada a pedra de armas do rei de Portugal.
As naves da igreja eram cobertas por um tecto apainelado emoldurando pinturas, contando-se 45 painéis na nave, três no coro-baixo e dois na capela-mor. Actualmente, a igreja dispõe apenas de uma nave única, cuja cobertura é em camarinha de cobre. As paredes eram revestidas por azulejos de padrão e enxaquetados, semelhantes aos da capela-mor da Igreja de Santa Maria de Marvila, onde viriam a ser colocados. O coro-alto apoiava-se em colunas salomónicas. O baptistério, colocado sob a torre, é coberto por cúpula e encontra-se ligado à nave através de um arco redondo sobre pilastras toscanas. Na nave, resta ainda a base de um púlpito em pedra, com mascarão na base, e um altar em pedra com pilastras toscanas, rasgado por edícula de verga em arco. Subsistem ainda vestígios de pintura no altar da nave e no arco do baptistério.
A capela-mor é coberta por abóbada de berço, reforçada por arco toral e rematada por abside semicircular. Esta cobertura constitui o elemento mais importante que subsiste do período pré-românico. A capela-mor encontra-se ligada à nave através de um arco triunfal assente em colunas adossadas de fuste cilíndrico e capitéis vegetalistas, apresentando estes últimos motivos de características moçárabes.
A igreja possuía quatro altares, encontrando-se documentada a existência do altar-mor, onde se venerava o Santíssimo Sacramento e as imagens de São João Baptista e de São João Evangelista, de dois altares colaterais – Nossa Senhora da Encarnação, do lado do evangelho, com esta imagem e as de Santa Catarina e do mártir São Vicente, e o Menino Deus, do lado da epístola –, e de um altar lateral, do lado sul, no qual se encontravam as imagens de São Bartolomeu, de Santo António e de São Sebastião. Na sacristia, existia um cofre com uma relíquia de São Saturnino, correspondente ao casco da cabeça deste mártir. Todos estes altares eram revestidos por talha dourada seiscentista. Na Sala da Irmandade, existia um cadeiral idêntico ao da Sala do Definitório da Misericórdia de Abrantes.